# Potamonemus
Potamonemus is een geslacht van kreeftachtigen uit de klasse van de Malacostraca (hogere kreeftachtigen).

## Soorten
- Potamonemus asylos Cumberlidge, 1993
- Potamonemus mambilorum Cumberlidge & Clark, 1992
- Potamonemus sachsi Cumberlidge, 1993